# Сува (предприятие)
Suva —  торговая марка, под которой выпускаются носки и колготки, и название предприятия в Эстонии до 2016 года. Предшественница предприятия — текстильная фабрика «Пу́нане Койт» —  в советское время была ведущим производителем чулочно-носочной продукции на территории СССР. С 2016 года торговой маркой SUVA владеет концерн Sockmann Group OÜ. Официальный адрес: улица Акадеэмия 33, Таллин.

## История

### ВПервой Эстонской Республике
Годом основания чулочно-носочной фабрики считается 1919 год, когда заработала шнурочная фабрика «Рауанийт» (Rauaniit, в переводе с эстонского языка — «Железная нить»). Фабрика первоначально производила шнурки и верёвки, затем постепенно стала изготовлять носки, чулки, колготки и трикотажные изделия.

### ВСоветской Эстонии
В начале 1940-х годов производственные единицы предприятия были национализированы, в 1944 году на их базе начала работать текстильная фабрика «Пунане Койт» (эст. Punane Koit — «Красная Заря»). Наряду с чулочно-носочными изделиями она также производило суровые ткани из искусственного шёлка и текстильную галантерею.
Численность работников фабрики по состоянию на 1 января 1979 года составляла 1233 человека.

### ВЭстонской республике

#### Акционерное общество

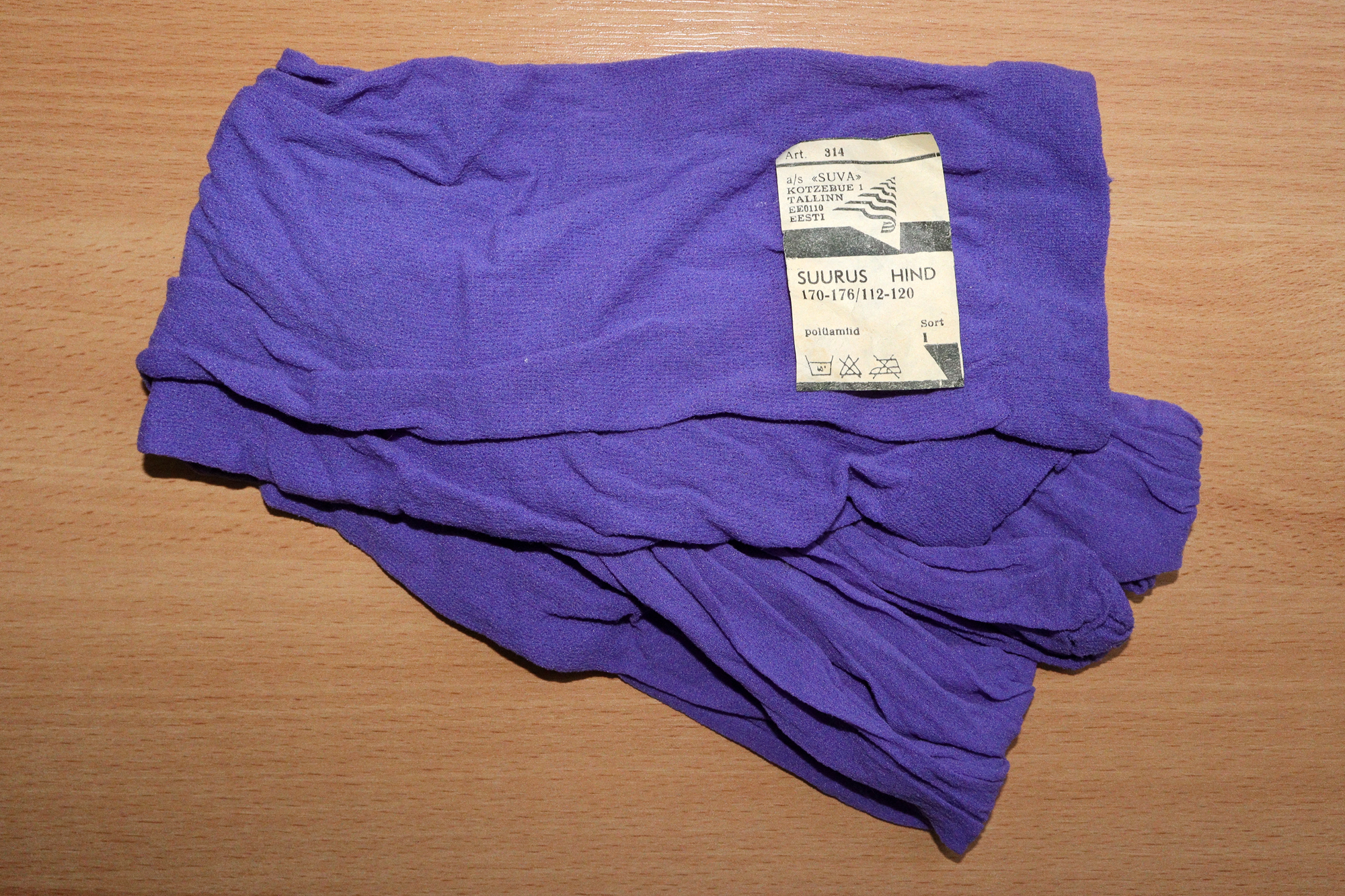
Женские колготки фабрики «Suva», 1993 год

В 1991 году фабрика «Пунане Койт» была преобразована в государственное акционерное общество «RAS Suva».
В 1993 году фабрика была преобразована в акционерное общество, полностью основанное на отечественном капитале.
В 2001 году единоличным собственником «AS Suva» стал Виктор Саарестик (Viktor Saarestik).
В 2002 году торговый оборот фабрики составил 34,9 миллиона эстонских крон, прибыль — 1,2 миллиона крон; численность работников составляла 210 человек. Около 2/3 выпускаемой продукции шло на экспорт.

#### В составе концерна

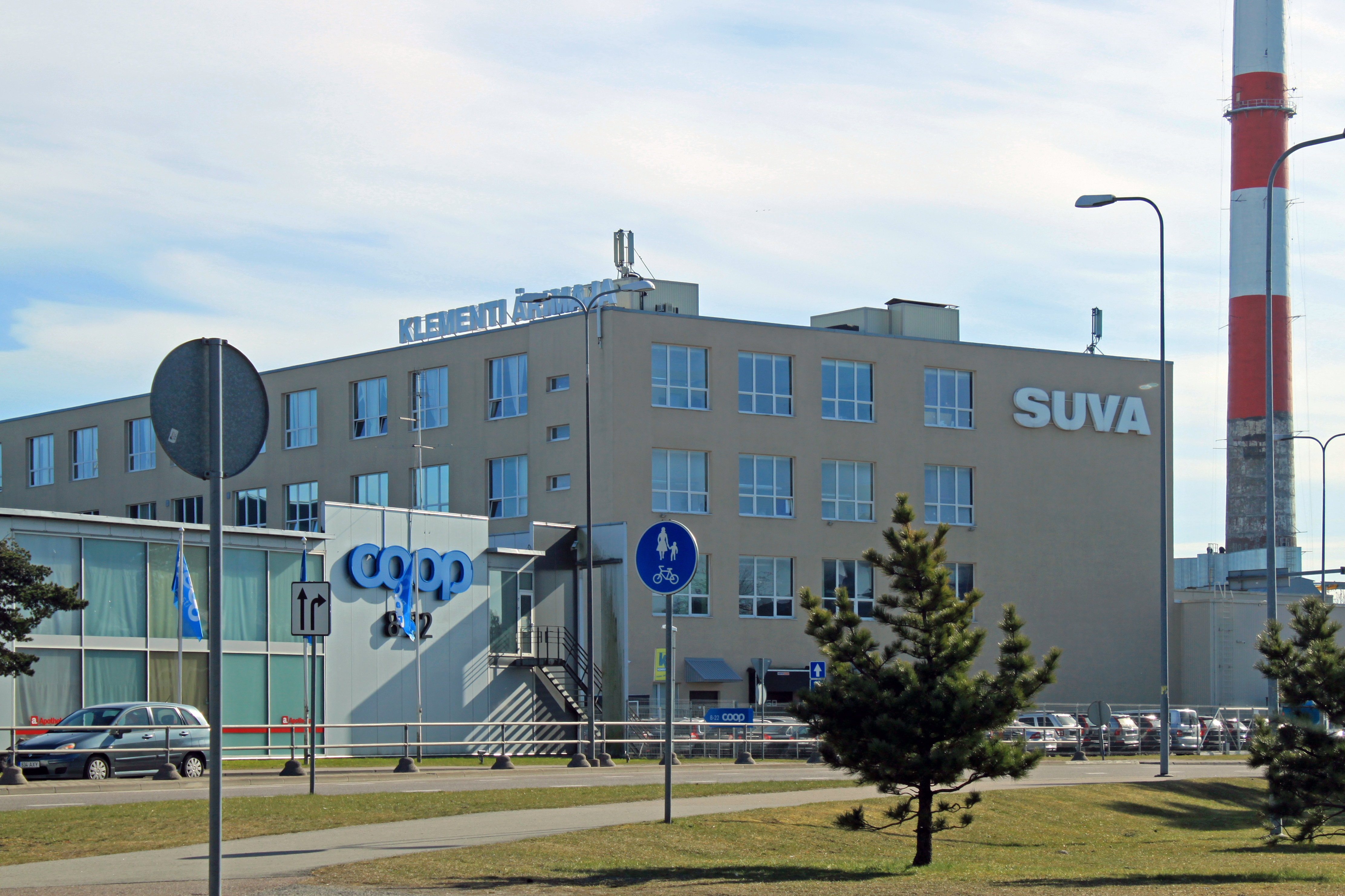
Бизнес-дом «Klementi Ärimaja», в котором «Sockmann Group» арендует офисно-производственные помещения

13 декабря 2016 года «Suva AS» было преобразовано в ООО «Suva OÜ» и стало дочерним предприятием концерна Sockmann Group, основанного 21 сентября 2009 года. Основным видом деятельности «Suva OÜ» стала сдача в аренду своей недвижимости. Материнское предприятие «Sockmann Group OÜ» занимается производственной деятельностью.  Величина торгового оборота концерна в 2018 году составила 3 347 420 евро. В 2016–2017 годах объём экспорта составлял около 3 миллионов пар носочно-чулочной продукции в год.
В настоящее время общество с ограниченной ответственностью Sockmann Group OÜ принадлежит семейству Саарестик.
Наряду с торговым знаком Suva концерн Sockmann Group является владельцем известной финской торговой марки Vendi, под которой продается свыше 65 различных артикулов, в т. ч. одежда. Компания также производит товары для ряда крупных фирм в Скандинавии и Франции, продающих их уже в дальнейшем под своими торговыми знаками.
Все используемые в производстве материалы имеют сертификат Oeko-Tex — самое известное в мире свидетельство безопасности текстильной продукции.
Далеко за пределами Эстонии известны и признаны выпускаемые предприятием под маркой X-static Silver Sock антибактериальные и гипоаллергенные носки с серебряной нитью, а также носки, созданные специально для диабетиков. Предприятие часто выигрывает государственные заказы для армии, полиции, спасателей и пр. Для выполнения полученных заказов в установленный срок предприятие работало даже в ночные смены.

##### Основные показатели«Sockmann Group OÜ»
Торговый оборот:
| Год  | 2014      | 2015        | 2016        | 2017        | 2018        | 2019        | 2020        | 2021        | 2022        |
| ---- | --------- | ----------- | ----------- | ----------- | ----------- | ----------- | ----------- | ----------- | ----------- |
| Евро | 1 147 944 | ↗ 2 426 444 | ↗ 2 463 905 | ↗ 2 707 062 | ↗ 3 347 420 | ↘ 2 879 183 | ↘ 2 034 440 | ↗ 2 052 643 | ↗ 2 193 044 |

Средняя численность работников в I квартале года:
| Год  | 2015 | 2016 | 2017  | 2018 | 2019 | 2020 | 2021 | 2022 | 2023 |
| ---- | ---- | ---- | ----- | ---- | ---- | ---- | ---- | ---- | ---- |
| Чел. | 105  | ↘ 87 | ↗ 112 | ↘ 98 | ↘ 90 | ↘ 88 | ↘ 77 | → 77 | ↘ 67 |

Средняя брутто-зарплата в месяц:
| Год  | 2015 | 2016  | 2017  | 2018  | 2019  | 2020  | 2021  | 2022  | 2023  |
| ---- | ---- | ----- | ----- | ----- | ----- | ----- | ----- | ----- | ----- |
| Евро | 793  | ↗ 926 | ↘ 863 | ↗ 894 | ↘ 864 | ↘ 689 | ↗ 699 | ↗ 786 | ↗ 953 |

## Галерея

Группа работников фабрики «Пунане Койт» в вязальном зале, 1940-е годы
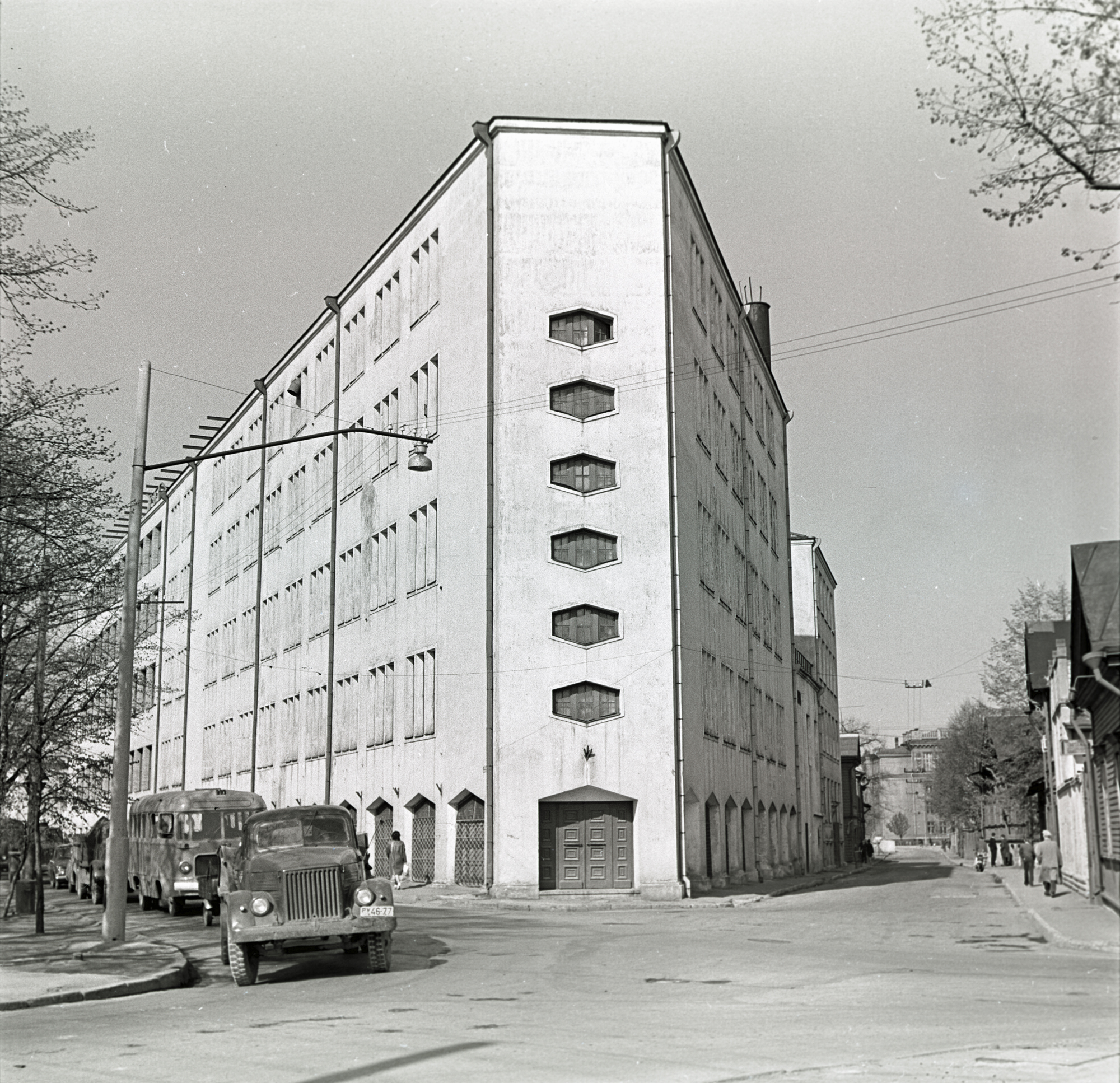
Здание фабрики «Пунане Койт», Таллин, бульвар Пыхья 7 / ул. Коцебу 1, 1968 год
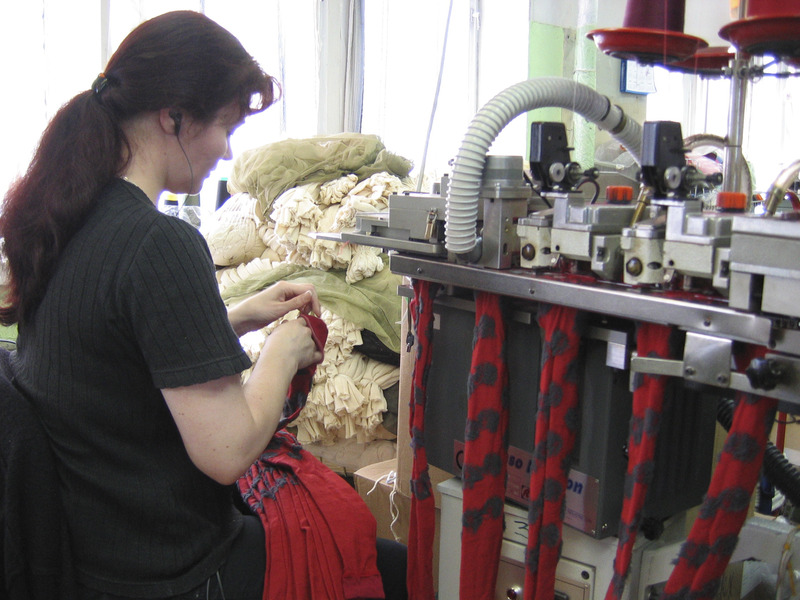
Производство фабрики «Suva» на ул. Коцебу 1, Таллин
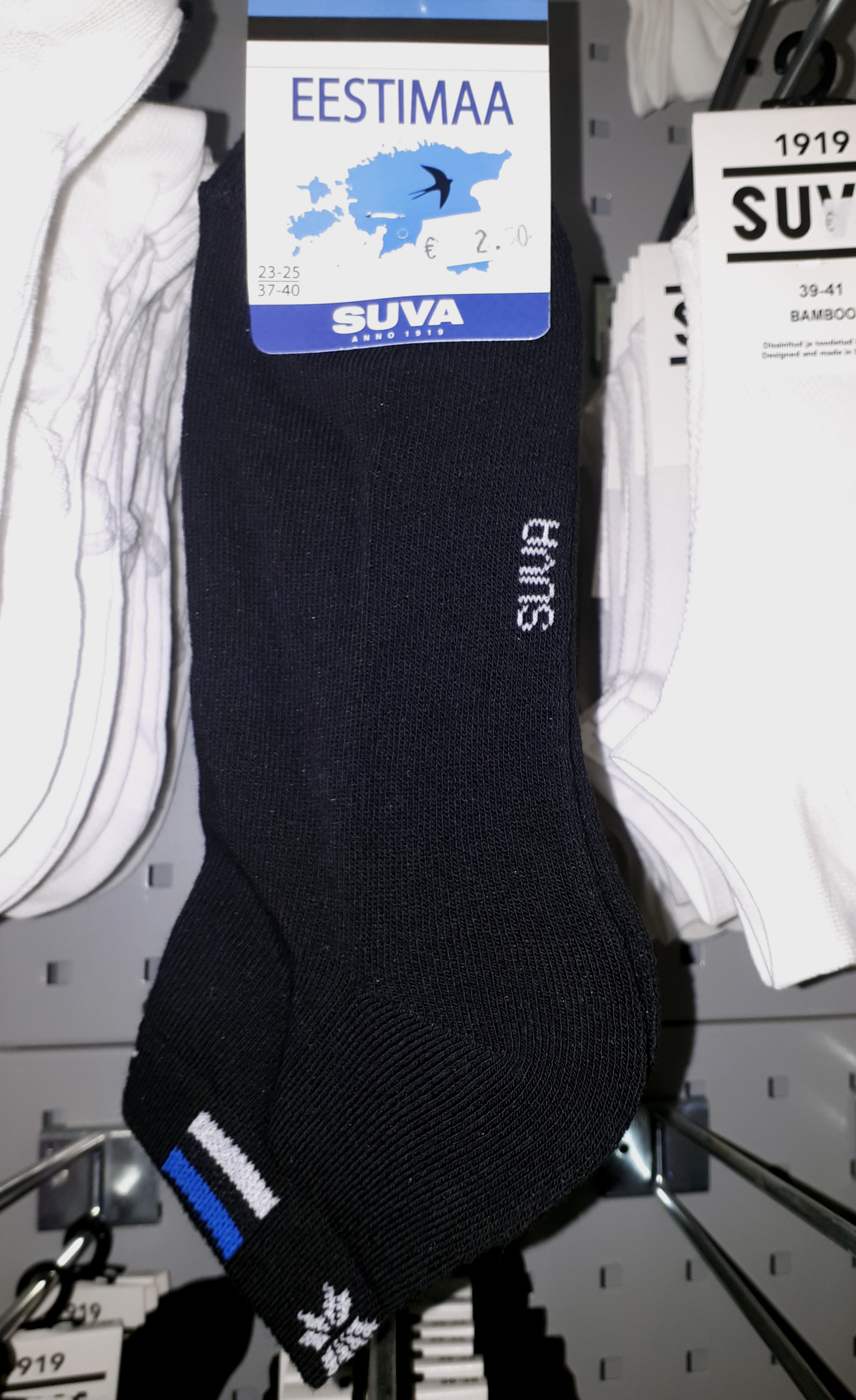
Носки марки Suva для взрослых, 2020 год
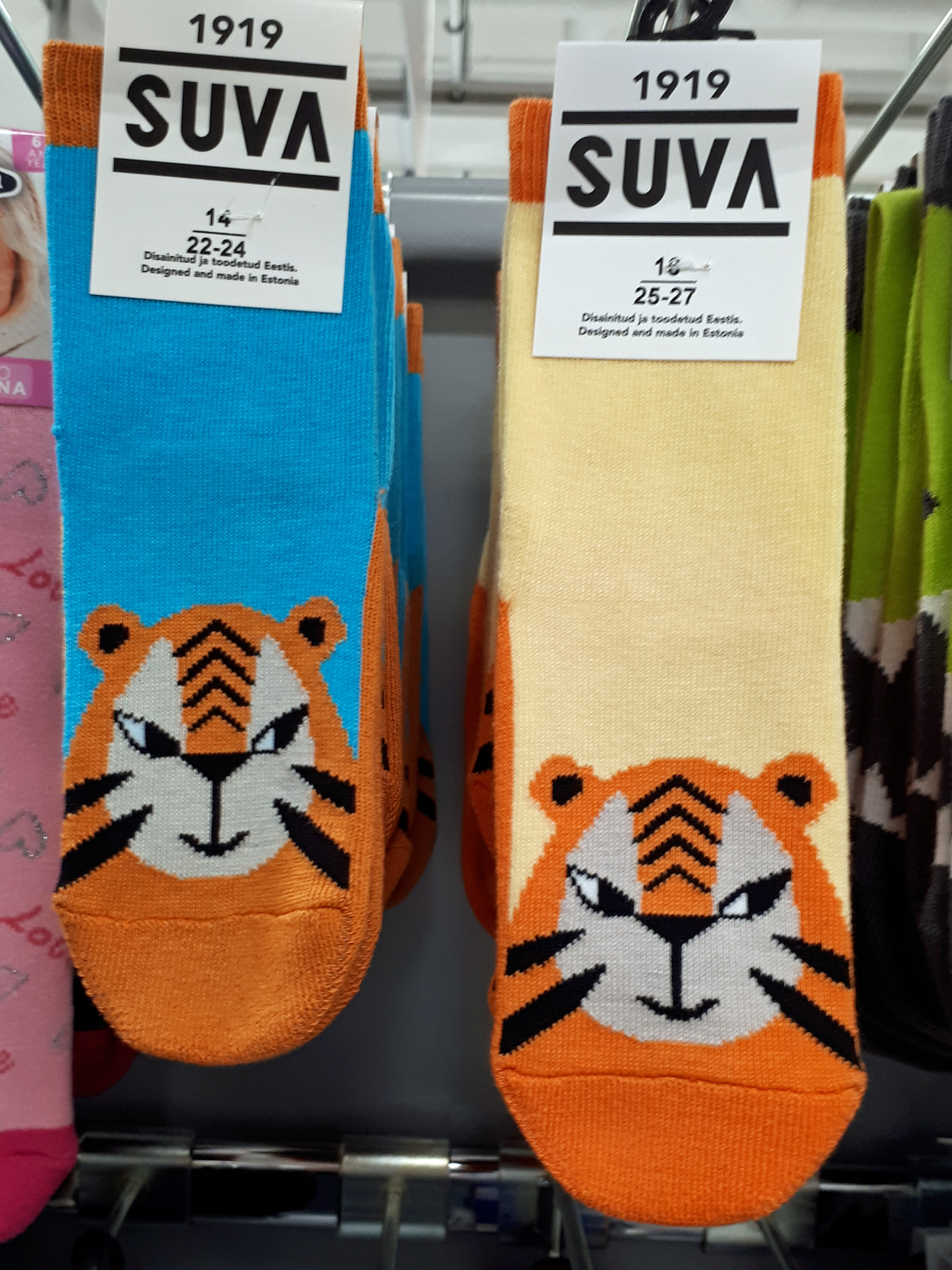
Носки марки Suva для детей, 2020 год
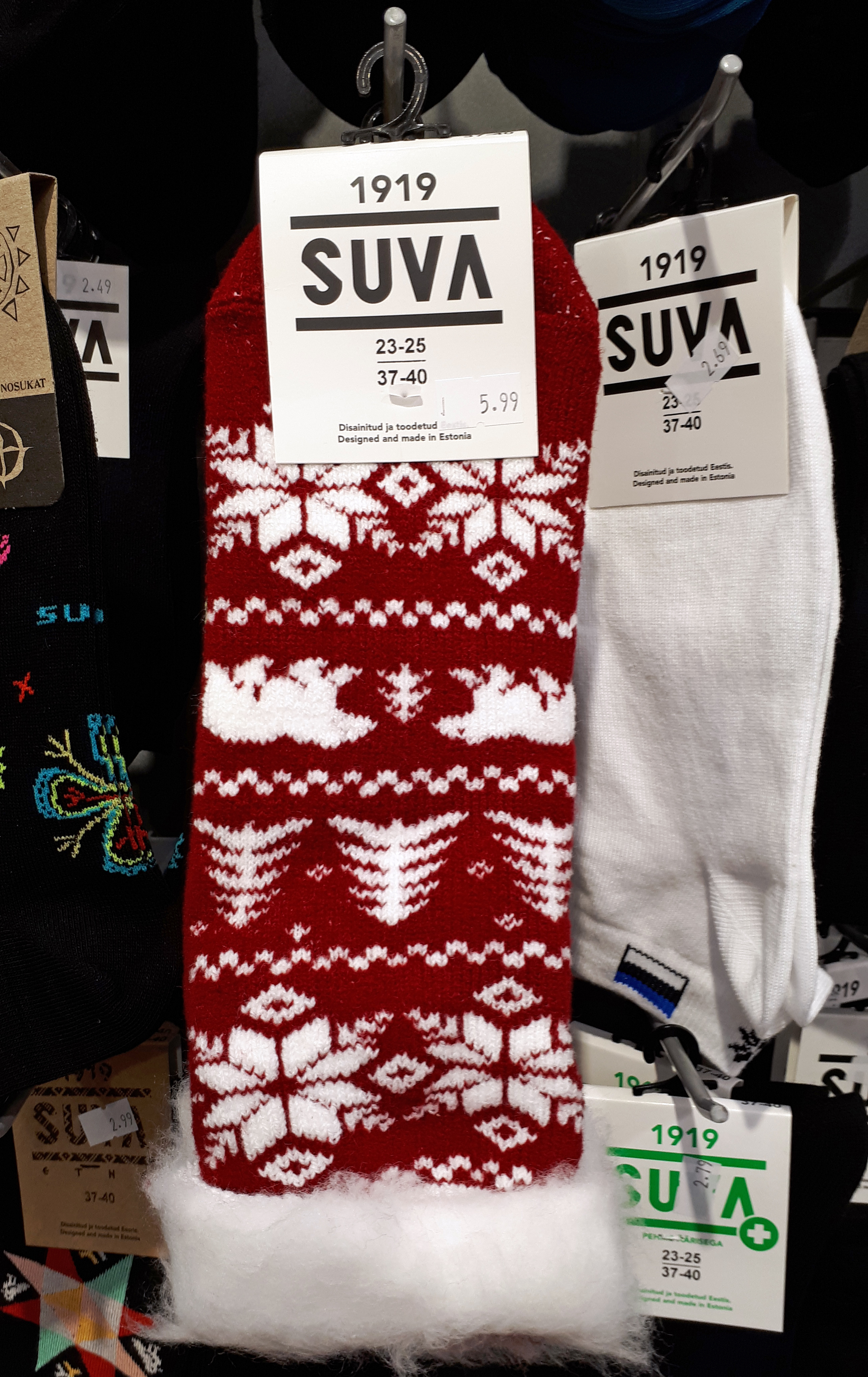
Рождественские носки марки Suva, 2020 год